# Metailurinis
Els metailurinis (Metailurini) són una tribu extinta de dents de sabre que visqueren a Àfrica, Àsia, Europa i Nord-amèrica entre el Miocè i el Plistocè. Són un dels diversos clades coneguts com a falsos dents de sabre. Els membres d'aquesta tribu tenien els ullals superiors grans i lleugerament allargats en forma de sabre, més llargs que els dels fèlids actuals però més petites i còniques que els de Smilodon.
Com la majoria de fèlids extints, la majoria d'espècies de la tribu dels metailurinis són conegudes a partir de fragments. Tradicionalment se'ls ha classificat com a maquerodontins, però avui en dia se'ls considera membres de la família dels felins i descendents de Proailurus i Pseudaelurus.
Els gèneres més coneguts d'aquesta tribu són Dinofelis i Metailurus.